# Campeonato Chileno de Futebol de 1972
O Campeonato Chileno de Futebol de 1972 (oficialmente Campeonato Nacional de Fútbol Profesional de la Primera División de Chile) foi a 40ª edição do campeonato do futebol do Chile. Os clubes jogam todos contra todos. O último colocado é rebaixado para a Campeonato Chileno de Futebol - Segunda Divisão. O campeão e o vice se classificam para a Copa Libertadores da América de 1973.

## Participantes
| Equipe                                        | Cidade        | Região                   | No ano anterior                                                     | Estádio                                 | Capacidade | Títulos                                     | Participações |
| --------------------------------------------- | ------------- | ------------------------ | ------------------------------------------------------------------- | --------------------------------------- | ---------- | ------------------------------------------- | ------------- |
| Club Social y Deportivo Colo-Colo             | Ñuñoa         | Província de Santiago    | Quarto Lugar                                                        | Estádio Nacional de Chile               | 55.100     | 10 (Último em 1970)                         | 40            |
| Club Universidad de Chile                     | Santiago      | Província de Santiago    | Vice Campeão                                                        | Estádio Nacional de Chile               | 55.100     | 7 (1940, 1959, 1962,1964, 1965, 1967, 1969) | 35            |
| Unión Española                                | Independencia | Província de Santiago    | Terceiro Lugar                                                      | Estádio Santa Laura                     | 22.375     | 2 (1943, 1951)                              | 39            |
| Club de Deportes Santiago Wanderers           | Valparaíso    | Província de Valparaíso  | Sétimo Lugar                                                        | Estádio Elías Figueroa Brander          | 23.000     | 2 (1958, 1968)                              | 28            |
| Corporación Deportiva Everton de Viña del Mar | Viña del Mar  | Província de Valparaíso  | Décimo Sexto Lugar                                                  | Estádio Sausalito                       | 25.000     | 2 (1950, 1952)                              | 29            |
| Club Social de Deportes Rangers               | Talca         | Província de Talca       | Nono Lugar                                                          | Estádio Fiscal de Talca                 | 8.324      | 0 (não possui)                              | 21            |
| Club Deportivo Universidad Católica           | Las Condes    | Província de Santiago    | Décimo Quarto Lugar                                                 | Estádio Independência                   | 13.500     | 4 (1949, 1954, 1961, 1966)                  | 33            |
| Club de Deportes La Serena                    | La Serena     | Província de Coquimbo    | Oitavo Lugar                                                        | Estádio La Portada                      | 18.500     | 0 (não possui)                              | 13            |
| Club de Deportes Unión La Calera              | La Calera     | Província de Valparaíso  | Sexto Lugar                                                         | Estádio Municipal Nicolás Chahuán Nazar | 10.000     | 0 (não possui)                              | 10            |
| Club Deportivo Magallanes                     | Maipú         | Província de Santiago    | Décimo Quarto Lugar                                                 | Estádio Independência                   | 13.500     | 4 (1933, 1934, 1935, 1938)                  | 39            |
| Green Cross-Temuco                            | Temuco        | Província de Cautín      | Décimo Quinto Lugar                                                 | Estádio Municipal Germán Becker         | 20.930     | 0 (não possui)                              | 8             |
| O'Higgins Fútbol Club                         | Rancagua      | Província de O'Higgins   | Décimo Primeiro Lugar                                               | Estádio El Teniente                     | 14.550     | 0 (não possui)                              | 17            |
| Club Deportivo Huachipato                     | Talcahuano    | Província de Concepción  | Décimo Segundo Lugar                                                | Estádio Las Higueras                    | -----      | 0 (não possui)                              | 6             |
| Club Social y de Deportes Concepción          | Concepción    | Província de Concepción  | Quinto Lugar                                                        | Estádio Municipal de Concepción         | 35.000     | 0 (não possui)                              | 5             |
| Antofagasta Portuário                         | Antofagasta   | Província de Antofagasta | Décimo Lugar                                                        | Estádio Regional de Antofagasta         | 26.339     | 0 (não possui)                              | 4             |
| Club de Deportes Lota Schwager                | Coronel       | Província de Concepción  | Décimo Sétimo Lugar                                                 | Estádio Municipal Federico Schwager     | 18.500     | 0 (não possui)                              | 3             |
| Club de Deportes Unión San Felipe             | San Felipe    | Província de Aconcágua   | Campeão                                                             | Estádio Municipal de San Felipe         | 18.500     | 1 (1971)                                    | 8             |
| Club Deportivo y Social Naval                 | Talcahuano    | Província de Concepción  | Acesso pelo Campeonato Chileno de Futebol de 1971 - Segunda Divisão | Estádio El Morro                        | 7.152      | 0 (não possui)                              | 1             |

## Campeão
| Campeão Chileno 1972                                           |
| -------------------------------------------------------------- |
| Club Social y Deportivo Colo-Colo (Ñuñoa) (11º título) Campeão |